# Emidiusz (biskup)
Emidiusz (ur. 279 w Trewirze, zm. 309 w Asculum) – święty Kościoła katolickiego, męczennik, biskup.

## Życiorys
Życiorys tego świętego pochodzi z okresu odnalezienia i przeniesienia jego szczątków (996–1052).
Urodził się jako poganin. W wieku 23 lat przyjął chrzest. Według legendy, w śnie miał ukazać mu się anioł, który nakazał mu udanie się do Rzymu. Tam przyjął święcenia i został biskupem Asculum. Miał zginąć w okresie prześladowań chrześcijan za cesarza Dioklecjana.
Spisana rzekomo przez Walencjana historia jego męczeństwa wspomina, że działając z rozkazu papieża Marcelina (pontyfikat 296–304) lub Marcelego I (308–309) nawrócił bardzo wielu pogan. Przypowieść o nim mówi, iż jedną z nich była córka gubernatora Polimiusza (Polemiusza). Ten, będąc niezadowolony z tego faktu nakazał pojmać go i ściąć mu głowę

## Legenda
Nieprawdopodobna legenda głosi, jakoby gdy wyrok został wykonany Emidiusz wstał, wziął swoją głowę i udał się do zbudowanego przez siebie oratorium by tam zostać pochowany (kefaloforia).

## Kult świętego
W 1703 roku miasto, którego stał się patronem, nawiedziło trzęsienie ziemi. Trzęsienie nie wyrządziło wielu szkód w mieście, co przypisywano patronowi. Został patronem chroniącym przed trzęsieniem ziemi m.in. od 1863 roku Kalifornii.
Święty został przedstawiony na obrazie Zwiastowanie ze św. Emidiuszem pędzla Carla Crivellego.
Jego wspomnienie obchodzone jest 5 sierpnia.